# Luxeed
Luxeed — преміальний підрозділ китайської компанії Chery Automobile, а також однойменна серія електромобілів цієї торгової марки. Базується на випуску електромобілів. 

## Історія
У травні 2023 компанія Huawei представила перші офіційні фотографії компактного представницького автомобіля Luxeed S7, спільно розробленого з Chery.
У серпні 2023 року Luxeed S7 був анонсований офіційно, а у вересні було проведено захід з випуску автомобіля.  Компанія Huawei підтвердила, що S7 стане першим автомобілем із карп'ютером Harmony OS 4.
У листопаді 2023 року компанія Huawei оголосила про створення підрозділу Harmony Intelligent Mobility Alliance, до складу якого увійшли Luxeed та AITO. Водночас офіційно було запущено продаж та дистрибуцію S7 на китайському ринку, що підкреслює відносно низьке енергоспоживання та наявність різних технологічних інновацій в обладнанні. Автомобілі Luxeed надійшли у продаж у вибраних китайських автосалонах Huawei разом з AITO. 

## Продукція
- Luxeed S7 (2023 — теперішній час) — середньорозмірний седан.
- Luxeed R7 (2024 — теперішній час) — середньорозмірний кросовер.